# جورج دبليو. راوش
جورج دبليو. راوش (بالإنجليزية: George W. Rauch)‏ هو محامي وسياسي أمريكي، ولد في 22 فبراير 1876 في الولايات المتحدة، وتوفي في 4 نوفمبر 1940 في نفس البلد. حزبياً، نشط في الحزب الديمقراطي. وقد انتخب عضو مجلس النواب الأمريكي.